# ألفريد غوميس
آالفريد غوميس (5 سبتمبر 1993 زيغينشور السنغال - ) هو لاعب كرة قدم سنغالي يلعب كحارس مرمى.

## وصلات خارجية
ألفريد غوميس على موقع الاتحاد الدولي (مؤرشف)  (الإنجليزية)
- ألفريد غوميس على موقع قاعدة بيانات كرة القدم.إي يو (الإنجليزية)
- ألفريد غوميس على موقع ليكيب (الفرنسية)
- ألفريد غوميس على موقع ناشيونال فوتبول تيمز (الإنجليزية)
- ألفريد غوميس على موقع Soccerway.com (الإنجليزية)
- ألفريد غوميس على موقع عالم كرة القدم.نت (الإنجليزية)
- ألفريد غوميس على موقع AS.com (الإسبانية)